# La Serre

La Serre este o comună în departamentul Aveyron din sudul Franței. În 1 ianuarie 2022 avea o populație de 127 de locuitori.